# ليزا بلوم
ليزا بلوم (بالإنجليزية: Lisa Bloom)‏ (اسمها قبل الزواج براي) من مواليد 20 سبتمبر/أيلول 1961، هي ناشطة في مجال الحقوق المدنية ومحامية أمريكية معروفة تمثل كل امرأة تعاني من شكاوى التحرش الجنسي؛ اشتهرت بعدما تدخلت على الخط في قضية إطلاق النار من بيل أورايلي والتي تم بثها على فوكس نيوز كما زادت شهرتها عندما قدمت المشورة لهارفي وينشتاين وسط مزاعم الاعتداء الجنسي.
تملك ليزا شركة صغيرة تتكون من اثنا عشر محامي (تخصص الحقوق المدنية) وقد مثلت عشرات العملاء بما في ذلك كاثي غريفين وميشا بارتون. كانت تُقدم أيضا برنامج بعنوان ليزا بلوم: بداية المحكمة يبث لمدة ساعتين ويعرض الأخبار القانونية ترو تي في وبلغت ذروته ما بين 2006 حتى 2009.
بلوم هي الطفل الوحيد لمحامية الحقوق المدنية النائبة غلوريا ألريد وبيتون هادلستون براي الابن.

## النشأة والتعليم
ولدت ليزا براي ابنة غلوريا بلوم (في وقت لاحق ألريد) وبيتون هادلستون براي الابن، زواج والديها لم يدم طويلا حيث أنهما تطلقا وتزوجا عندما كانت طالبة في الكلية. كان والدها بيتون براي يُعاني من الاضطراب ثنائي القطب وقد انتحر في وقت لاحق مما دفع بليزا لأخد اسمها قبل الزواج. عندما كان عمر ليزا 7 سنوات تزوجت والدتها من رجل جديد يُدعى إلى ويليام سي ألريد. حصلت بلوم على درجة البكالوريوس من جامعة كاليفورنيا ثم تخرجت من فاي بيتا كابا والتحقت بالكلية الوطنية بدرجة مميزة. حصلت على درجة الدكتوراه من كلية الحقوق في جامعة ييل في عام 1986.

## المسيرة المهنية
في بداية مسيرتها المهنة وبعد تخرجها من كلية الحقوق، بدأت بلوم حياتها المهنية في نيويورك وبحلول عام 1991 عملت في مكتب المحاماة الخاص بوالدتها ألريد، وماروكو وقولدبيرج (بالإنجليزية: Allred, Maroko & Goldberg)‏، وساعدت في رفع الدعوى القضائية الخاسرة على فتيان الكشافة الأمريكية بتهمة التمييز على أساس الجنس نيابة عن كاترينا ييو، الفتاة التي أرادت الانضمام إلى المنظمة. وخلال فترة عمل بلوم في شركة المحاماة الخاصة بوالدتها، رفعت بلوم أيضًا دعوى اعتداء جنسي على طفل ضد الكنيسة الرومانية الكاثوليكية ورفعت دعوى قضائية ضد شرطة لوس أنجلوس.
في عام 2001، تركت بلوم شركة والدتها، بعدما طورت مسيرتها المهنية في مجال النقد الإخباري، وعملت كمحللة قانونية في سي بي إس نيوز، وسي إن إن، وإتش إل إن، و إم إس إن بي سي، وظهرت في برنامج "البرنامج المبكر"، وذا إنسايدر، و دكتور فيل، ودكتور درو، وغرفة الموقف، ومصادر موثوقة، وبرنامج جوي بيهار، ومشاكل مع جين فيليز ميتشل، وبرنامج ستيفاني ميلر. كما عادت بلوم إلى ممارسة المحاماة في عام 2010 عندما أسست مكتب بلوم، وهو مكتب محاماة صغير يمارس المحاماة العامة ويتعامل مع القضايا العائلية والمدنية والجنائية. كما أن بلوم تحمل رخصة لمزاولة القانون في كل من نيويورك وكاليفورنيا.
في مكتب بلوم، مثلت بلوم العديد من العملاء البارزين، بما في ذلك عارضة الأزياء والممثلة جانيس ديكنسون في قضية التشهير التي رفعتها ضد الممثل الكوميدي بيل كوسبي، وكذلك عارضة الأزياء والممثلة ميشا بارتون في قضيتها الإباحية الانتقامية. وقامت عارضة الأزياء بلاك شاينالاحقًا بتعيين بلوم للحصول على أمر تقييدي مؤقت ضد النجم الاجتماعي روب كارداشيان، الذي تشارك معه شاينا ابنتها دريم. وسط سلسلة من ادعاءات الاعتداء الجنسي ضد رجال أقوياء في مجال الترفيه والإعلام، وبعد تقرير بزفيد الذي يفصل تسوية التحرش الجنسي المدفوعة من ميزانية مكتب النائب جون كونيرز، مثلت بلوم ماريون براون، التي تحدثت إلى بزفيد بشكل غير رسمي وتقدمت لاحقًا بشكل علني للادعاء بالتحرش من قبل كونيرز.

## الحياة الشخصية
تزوجت من ليزا بلوم من برادين بولوك في 5 كانون الأول/ديسمبر 2014، زوجها هو مؤسس لشركة تقوم بحملات تسويق للعلامات التجارية وتعمل ليزا الآن في إدارة الشركة. لها اثنين من الأطفال؛ هن سارة وسام وتعيش مع زوجها وابنتيها في لوس أنجلوس. هذا وتجدر الإشارة إلى أن ليزا بلوم نباتية منذ عام 2009. كما أنها تُنسب لليهود الأمريكان.

## روابط خارجية
- ليزا بلوم على موقع IMDb (الإنجليزية)
- ليزا بلوم على موقع قاعدة بيانات الفيلم (الإنجليزية)